# Горбань Борис Архипович
Борис Архипович Горбань (1907, село Дібрівка, тепер Миргородського району Полтавської області — 1954, місто Кишинів, тепер Молдова) — радянський партійний і державний діяч, 2-й секретар Київського міського комітету КП(б)У, 2-й секретар ЦК КП Молдавії. Член Бюро ЦК КП Молдавії. Депутат Верховної Ради Молдавської РСР 2—3-го скликань.

## Життєпис
Народився в родині службовця Дібрівського кінного заводу на Полтавщині.
З 1920 по 1927 рік працював учнем слюсаря, слюсарем, трактористом і механіком тракторного парку. У 1922 році вступив до комсомолу.
Член ВКП(б) з 1926 року.
З 1927 по 1930 рік навчався на робітничому факультеті в Києві. У 1930—1935 роках — студент Харківського механіко-машинобудівного інституту.
У 1935—1938 роках — інженер-конструктор і заступник начальника конструкторського відділу Ярославського автомобільного заводу РРФСР.
З 1938 року перебував на відповідальній партійній роботі. У 1938—1939 роках — секретар Сталінського районного комітету ВКП(б) міста Ярославля Ярославської області РРФСР.
У 1939 — 8 квітня 1941 року — 2-й секретар Ярославського міського комітету ВКП(б).
22 квітня 1941 — 26 липня 1942 року — секретар Ярославського обласного комітету ВКП(б) по машинобудівній промисловості. Під час німецько-радянської війни працював уповноваженим Державного комітету оборони СРСР на заводі № 62 Народного комісаріату військової промисловості СРСР.
26 липня 1942 — 20 червня 1943 року — 3-й секретар Ярославського обласного комітету ВКП(б).
20 червня 1943 — 15 грудня 1944 року — 2-й секретар Ярославського обласного комітету ВКП(б).
У червні 1944 — 20 листопада 1946 року — 2-й секретар Київського міського комітету КП(б)У.
У 1947—1949 роках — в апараті ЦК ВКП(б) в Москві.
18 травня 1949 — 18 вересня 1952 року — 2-й секретар ЦК КП(б) Молдавії.
25 жовтня 1952 — 6 лютого 1954 року — 2-й секретар ЦК КП Молдавії. Звільнений «у зв'язку із виїздом на навчання».
За деякими даними покінчив життя самогубством.

## Нагороди
- орден Леніна
- орден Трудового Червоного Прапора
- медаль «За перемогу над Німеччиною у Великій Вітчизняній війні 1941—1945 рр.»
- медалі